# Dinoptera
Квіткарик (лат. Dinoptera Mulsant, 1863) — рід жуків з родини Скрипунових. Відповідно до сучасних даних молекулярної філогенії рід Квіткарик (Dinoptera) є самостійним родом і належить до триби Самоцвітцеві

## Розмаїття
До роду належить 7 видів:
- Dinoptera anthracina Mannerheim, 1849
- Dinoptera chrysomelina Holzschuh, 2003
- Квіткарик комірцевий — Dinoptera collaris (Linnaeus, 1758)
- Dinoptera concolor (Heyden & Faust, 1888)
- Dinoptera daghestanica (Pic, 1897)
- Dinoptera lota Holzschuh, 1998
- Dinoptera minuta (Gebler, 1832)

## Поширення
В Україні поширений лише 1 вид, який трапляється у листяних лісах по усій території:
- Квіткарик комірцевий — Dinoptera collaris (Linnaeus, 1758)